# Nikolaus von Sallwürk
Nikolaus von Sallwürk (* 16. Juni 1769 in Zwiefalten; † 20. November 1834 in Überlingen) war ein hohenzollerischer Oberamtmann.

## Leben und Werk
Der Sohn eines Rats und Oberamtmanns leitete von 1807 bis 1824 das Oberamt Wald. Bereits 1812 erhielt er den Titel Hofrat. Von 1825 bis 1834 war er als Hof- und Regierungsrat Verwalter der Landeskasse in Sigmaringen und fungierte als Steuereinnehmer.
Sallwürk hatte zwei Söhne: den hohenzollerischen Oberamtmann und Landtagsabgeordnete Carl von Sallwürk (1802–1864) und den Regierungspräsident der Hohenzollernschen Lande Anton von Sallwürk (1807–1871).